# Artem Primak
Artem Primak (né le 14 janvier 1993) est un athlète russe, spécialiste du triple saut. 

## Biographie
Lors des Championnats du monde juniors 2012, Artem Primak remporte la médaille d'argent au triple saut avec 16,60 m. Le titre revient au Cubain Pedro Pichardo (16,79 m). En 2013, il remporte la médaille de bronze des Championnats d'Europe espoirs à Tampere.

### Palmarès
| Date | Compétition                   | Lieu      | Résultat | Performance |
| ---- | ----------------------------- | --------- | -------- | ----------- |
| 2012 | Championnats du monde juniors | Barcelone | 2e       | 16,60 m     |
| 2013 | Championnats d'Europe espoirs | Tampere   | 3e       | 16,49 m     |

### Records
| Épreuve          | Épreuve      | Performance | Lieu        | Date            |
| ---------------- | ------------ | ----------- | ----------- | --------------- |
| Saut en longueur | En plein air | 7,88 m      | Khabarovsk  | 9 juin 2012     |
| Triple saut      | En plein air | 16,76 m     | Tcheboksary | 21 juin 2012    |
| Triple saut      | En salle     | 16,51 m     | Volgograd   | 24 février 2013 |